# Rivière du Sault (Charlevoix)
Pour les articles homonymes, voir Rivière du Sault.
La rivière du Sault est un affluent de la rive ouest du ruisseau de la Martine sur la rive nord-ouest du fleuve Saint-Laurent. Cette rivière coule dans la municipalité de Petite-Rivière-Saint-François, dans la municipalité régionale de comté (MRC) de Charlevoix, dans la région administrative de la Capitale-Nationale, dans la province de Québec, au Canada.
La route 138 longe du côté ouest la partie supérieure de cette petite vallée. Tandis que la rue principale de Petite-Rivière-Saint-François descend la montagne du côté nord-est du cours de cette rivière. Les activités économiques de cette vallée sont concentrées sur la rive du fleuve où les activités récréotouristiques (notamment la villégiature) sont développées. En sus, les sommets et les flancs des montagnes environnantes sont exploités pour les activités récréotouristiques, notamment l'important centre de ski alpin du "Massif de Charlevoix" qui est localisé tout près du côté Est de la partie supérieure de cette rivière et dont le flanc de la montagne aménagé pour le ski alpin fait face au fleuve.
La surface de la partie inférieure de la rivière du Sault est généralement gelée du début de décembre jusqu'à la fin de mars, sauf les zones de remous ; toutefois la circulation sécuritaire sur la glace se fait généralement de la mi-décembre à la mi-mars. La partie supérieure compte une période de gel d'une semaine additionnelle. Le niveau de l'eau de la rivière varie selon les saisons et les précipitations ; la crue printanière survient en mars ou avril.

## Géographie
La rivière du Sault prend sa source à l'embouchure d'un petit lac (longueur : 1,4 km ; altitude : 684 m), du côté nord d'un sommet de montagne dans la municipalité de Petite-Rivière-Saint-François. Cette source est située à :
- 0,6 km à l'est de la route 138 laquelle s'éloigne de 5 à 6 kilomètres à cet endroit du fleuve Saint-Laurent dans cette zone ;
- 1,7 km à l'ouest du sommet de la Montagne à Liguori (altitude : 820 m) ;
- 5,1 km au sud-ouest du centre du village de Petite-Rivière-Saint-François ;
- 18,2 km au sud du centre-ville de Baie-Saint-Paul ;
- 20,7 km au nord du centre-ville de Saint-Tite-des-Caps.

À partir de sa source, le cours de cette rivière descend sur 12,0 km avec une dénivellation de 560 m, selon les segments suivants :
- 7,4 km vers le nord dans une vallée de plus en plus encaissée, en longeant plus ou moins la route 138 par son côté Est, jusqu'à un coude de rivière correspondant à la décharge d'un ruisseau (venant du nord-ouest) ;
- 4,6 km vers l'Est en formant une courbe vers le nord en début de segment pour contourner une montagne, avec une dénivellation de 212 m dans une vallée encaissée et en recueillant "Le Gros Ruisseau" (venant du sud-ouest), jusqu'à son embouchure[2].

La rivière du Sault se déverse sur la rive nord-ouest du fleuve Saint-Laurent, dans la municipalité de Petite-Rivière-Saint-François. Cette confluence est localisée à :
- 1,6 km à l'ouest de la rive du fleuve Saint-Laurent ;
- 4,5 km au nord du centre du village de Petite-Rivière-Saint-François ;
- 3,7 km au sud-est de la route 138 ;
- 1,7 km au nord-ouest du hameau "Maillard".

À partir de la confluence de la rivière du Sault, le courant coule sur 2,3 km généralement vers le sud-est par le cours du ruisseau de la Martine en coupant la rue Principale de Petite-Rivière-Saint-François et le chemin de fer, jusqu'à la rive nord-ouest du fleuve Saint-Laurent.

## Toponymie
Ce cours d'eau est désigné "Rivière du Sault" (aujourd'hui "Ruisseau de la Martine") par le cartographe Joseph Bouchette, sur ses cartes topographiques de 1815 et 1831. L'hydronyme « Ruisseau du Sot » devient plus tard en usage pour désigner ce cours d'eau ; cette variante reflète la graphie en usage au temps de Bouchette. Il se réfère à un sault qui se définit comme une rupture de pente plus ou moins importante.
Le toponyme "rivière du Sault" a été officialisé le 13 novembre 2006 à la Banque des noms de lieux de la Commission de toponymie du Québec.